# Takáts Tamás
Takáts Tamás (Budapest, 1957. június 20. –) Máté Péter-díjas magyar rock- és bluesénekes, dobos, szájharmónikás és gitáros, aki többek közt a Karthago, a Senator és az East zenekarok tagja. Az 1990-ben Gál Gábor gitárossal megalakított Takáts Tamás Blues Banddel azóta is rendszeresen koncertezik.

## Pályafutása
Angyalföldön nőtt fel. Textilipari szakközépiskolában érettségizett, majd egy évig járt tanítóképző főiskolára. Dolgozott a textiliparban, gépkezelőként, figuránsként a Geodéziai Vállalatnál, az MTV sportosztályán felvételvezetőként. Gyermekkorától úszott, majd vízilabdázott az FTC-ben és evezett a Csepelben.
Első zenekara a Fáraó volt, majd jött a Teneaggers és a Forma 1. Ez utóbbival tette le 1977-ben az Oszk és ORI vizsgát, ettől kezdve hivatásos zenészként élt. Már ebben az időben is koncertezett alkalmi zenekarokkal, amelyekben fellépett Dresch Mihály, Lakatos Antal, Vasvári Pál, Pálvölgyi Géza és Gárdonyi László oldalán is.
1979-től a Karthago frontembere, amivel országos ismertséget szerzett. Ezután a Senator következett, majd évekig az East együttes énekeseként működött. 2022-től ez utóbbiból alakult iLand énekese a Karthago és a Takáts Tamás Blues Band mellett.
Számos alkalmi, tematikus (például kábítószer-ellenes) lemezen és koncerten közreműködött, emlékkoncerteken vett részt. 2002-től tagja volt a John Lennon Emlékzenekarnak. Megrögzött ellenzője a gépzenének és 2003-tól hívő keresztény – a HIT Gyülekezet tagja.

## Takáts Tamás (Dirty) Blues Band
1990 elején Gál Gáborral, a Karthago egykori technikusával megalakította a Takáts Tamás Dirty Blues Bandet. Eleinte ketten léptek fel, Takáts énekelt és szájharmonikán játszott, Gál pedig gitározott. Az eredetileg hobbizenekarnak indult csapat hamarosan nagy népszerűségre tett szert, a zenekar számos zenésszel bővült – az első években különösen gyakoriak voltak a tagcserék.
A zenekar első lemezét 1991-ben még magánkiadásban, kazettán jelentette meg. Az 1990-es években néhány évente jelentkeztek új anyaggal, 2000-ben pedig egy válogatásalbum látott napvilágot. Tizedik lemezük 2025-ben jelent meg.
A The Rolling Stones 1995-ös magyarországi fellépése alkalmával a Dirty Blues Band-et választotta előzenekarának. A zenekar 2000. június 17-én a Petőfi Csarnokban adott nagyszabású koncerttel ünnepelte tízéves fennállását. 2008-ban a csapat nevét vallási okokból Takáts Tamás Blues Band-re változtatták.
Az együttes folyamatosan koncertezik az országban, és rendszeres fellépője zenei fesztiváloknak, többek között a Sziget Fesztiválnak is.

## Diszkográfia

### Karthago
- 1981 – Karthago (LP / CD)

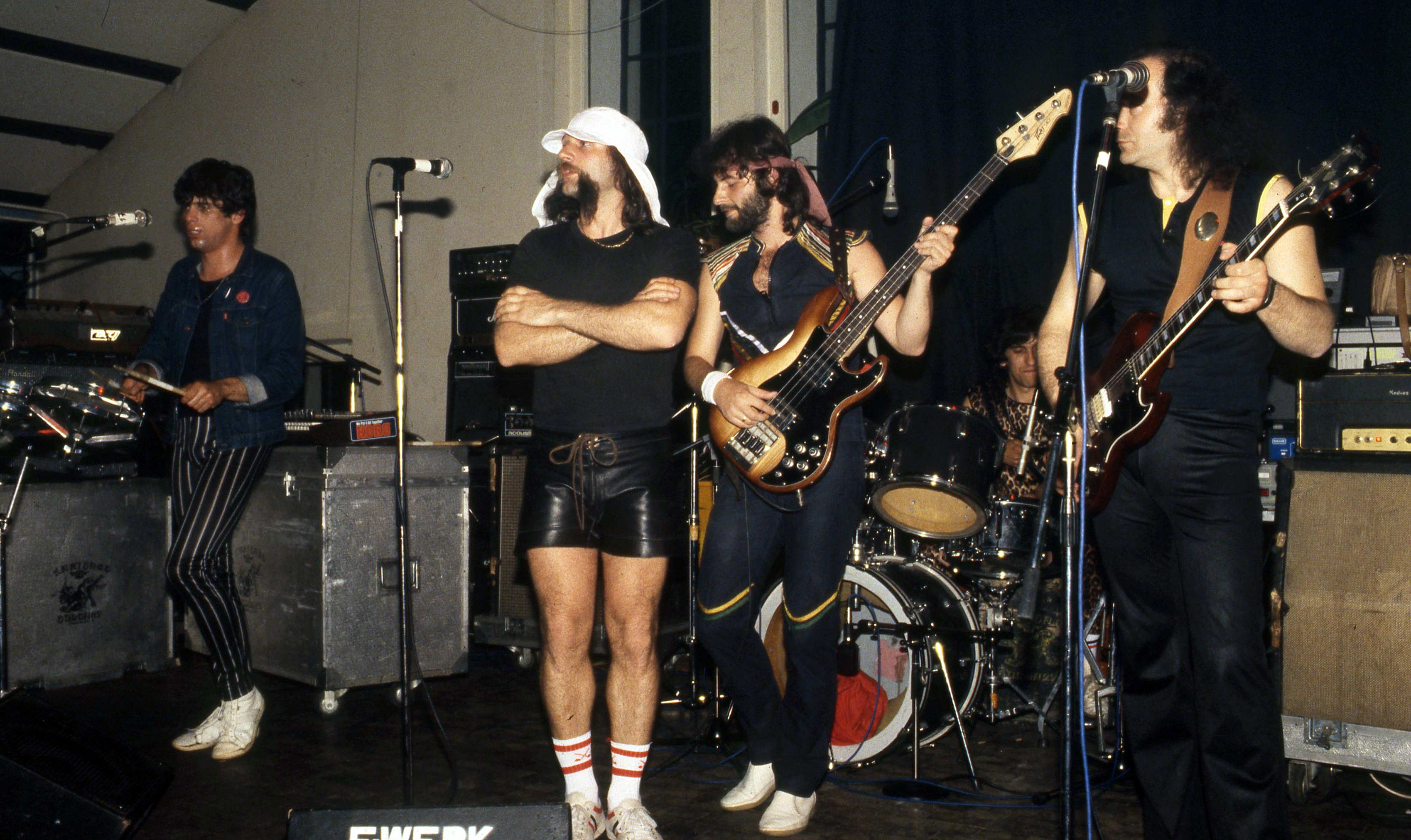
A Karthago 1984-es németországi koncertjén

- 1982 – Popmajális (Live) (LP) – közös koncertalbum (Karthago / Edda művek / P. Box)
- 1982 – Ezredforduló (LP / CD)
- 1983 – Requiem (LP) – angol nyelvű
- 1984 – Senkiföldjén (LP / CD)
- 1985 – Oriental Dream (LP) – angol nyelvű
- 1990 – Aranyalbum (LP) – válogatás
- 1993 – Best of Karthago (CD) – válogatás
- 1997 – Remix (CD) – maxi
- 1997 – A Karthago él (Live) (2CD / DVD) – koncertalbum
- 2004 – ValóságRock (CD)
- 2009 – IdőTörés (CD)
- 2010 – 30 éves jubileumi óriáskoncert (2CD)
- 2015 –  Együtt 40 éve
- 2022 – Karthago - Máté Péter in Rock!

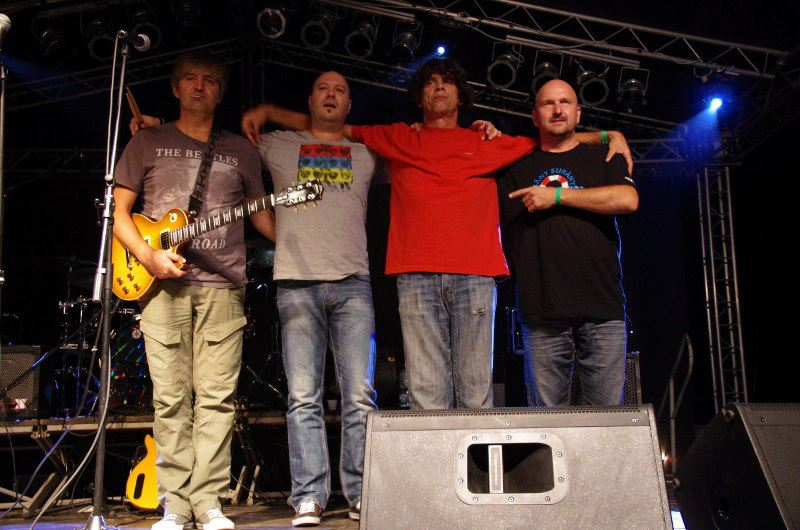
A Takáts Tamás Blues Band (Gál Gábor, Tóth Károly, Takáts Tamás, Patyi Sándor)

### Senator
- 1985 – Senator (LP / CD)

### East
- 1988 – Szerelem sivataga (CD)
- 1989 – '56 (SP)
- 1993 – Taking The Wheel (CD) – angol nyelvű
- 1994 – Rádió Bábel (CD)
- 1995 – Live: Két arc (CD) – koncertalbum

### Dirty Blues Band
- 1991 – 1. (MC) – angol nyelvű
- 1993 – 2. (CD)
- 1995 – Húzom az igát (CD)
- 1996 – Élő blues (CD) – angol nyelvű koncertalbum
- 1996 – Indulok tovább (CD)
- 1999 – Megöl a vágy (CD)
- 2000 – Pocsolyába léptem – Best of Takáts Tamás Dirty Blues Band (CD) – válogatás

### Blues Band
- 2008 – Ébredj fel! (CD)
- 2016 – Úton (CD)
- 2025 – No. 10.

### iLand
- 2022 –  A Sziget

## Díjak
- Máté Péter-díj (2021) /megosztva a Karthago együttes tagjaival/[2]
- Emberi Hang díj (2021)

## Magánélete
Második házasságából két fia (1994-ben Máté, 1995-ben Márton), harmadik házasságából egy lánya (2005-ben Luca) született.